# Paula Abdul
Paula Julia Abdul (San Fernando, 19 giugno 1962) è una cantante, attrice, ballerina, coreografa e personaggio televisivo statunitense.
Ha raggiunto la notorietà negli anni '80 come cheerleader delle Lakers Girls, divenendo poi coreografa per diversi artisti musicali come Janet Jackson e George Michael. Il suo album di debutto da cantante Forever Your Girl (1988) ha avuto grande successo, vendendo almeno 7 milioni di copie certificate negli Stati Uniti, e ha generato quattro singoli arrivati al numero uno nella Billboard Hot 100: Straight Up, l'omonimo Forever Your Girl, Cold Hearted e Opposites Attract. Il suo secondo album Spellbound (1991) contiene altri due singoli arrivati al vertice della Hot 100, Rush Rush e The Promise of a New Day, facendo diventare Abdul la terza artista femminile con più numero uno in classifica assieme a Diana Ross. Dopo il terzo album Head over Heels (1995) ha messo in pausa la sua carriera musicale, ricevendo meno attenzione da parte del pubblico fino al 2002, quando è diventata giudice del reality show American Idol, dove è rimasta fino al 2009. Successivamente è stata giudice della prima edizione americana di X Factor nel 2011.
Vanta 5 vittorie su 17 candidature agli MTV Video Music Awards, un Grammy Award e ha ricevuto inoltre una stella sulla Hollywood Walk of Fame.

## Biografia
Nasce a San Fernando, in California, da padre siriano, nativo di Aleppo, e di origine ebraica e da madre canadese, nata da una famiglia ebraica di origini russe ed ucraine. Paula Abdul, all'inizio della sua carriera nel mondo dello spettacolo, è stata una Laker Girl , ossia una cheerleader dei Los Angeles Lakers. È una delle celebrità che appaiono nel videoclip diretto da Jim Yukich, Liberian Girl, di Michael Jackson. Ha preso parte, come ballerina, al videoclip del 1987 Till the End, dei Toto. Tra gli anni '80 e '90 ha ottenuto anche un buon successo come cantante negli Stati Uniti, grazie alla pubblicazione di tre album, i quali singoli hanno quasi tutti raggiunto la prima posizione della Billboard Hot 100. L'album di debutto, Forever Your Girl, venne pubblicato il 13 giugno 1988 e passò 10 settimane al primo posto nella Billboard 200 tra il 1989 e il 1990. Sei furono il singoli estratti, dei quali 4 numero 1 nella Billboard Hot 100 . L'album venne certificato con 7 dischi di platino negli USA e in Canada e fino ad oggi ha venduto 12 milioni di copie in tutto il mondo. Nel 1990 il suo album Shut Up and Dance (The Dance Mixes) è divenuto uno degli album di remix più venduti nel mondo con tre milioni di copie vendute.

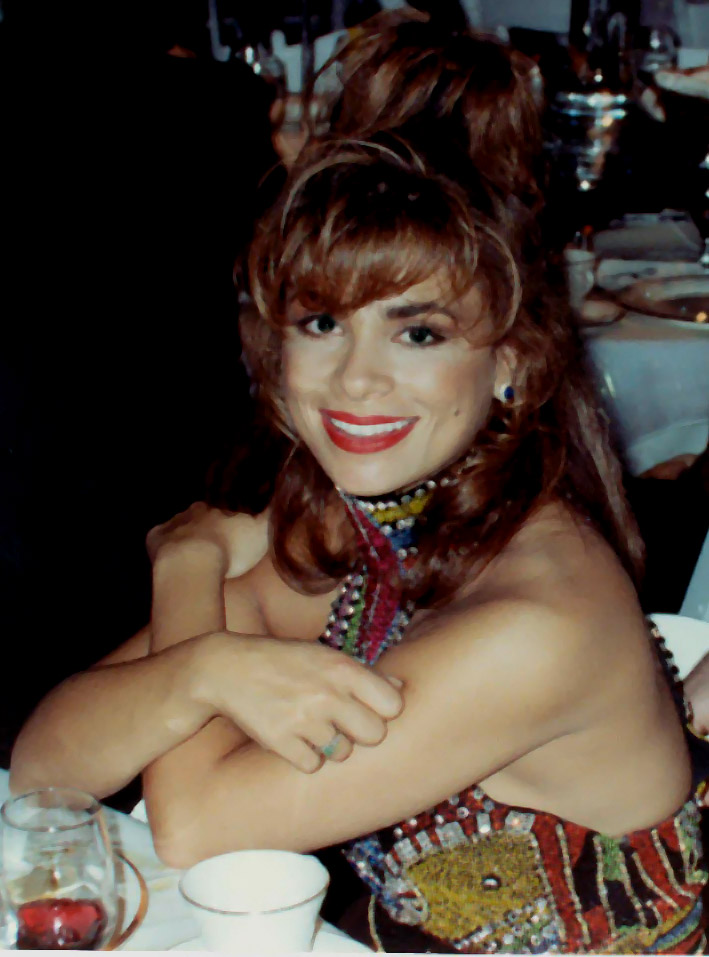
Paula Abdul agli Emmy Awards 1990

Dopo anni di silenzio, è tornata sulle scene musicali nel 2008 col singolo Dance Like There's No Tomorrow, per il quale è stato girato un video promozionale. L'anno seguente pubblica un altro singolo dal titolo I'm Just Here For The Music. L'11 novembre 2008 una concorrente di nome Paula Goodspeed, fan morbosa di Paula Abdul, si è tolta la vita nella sua automobile di fronte alla casa della cantante, suicidandosi con un'overdose, a causa della sua eliminazione dal programma American Idol. Nel 2009 compare nel film Brüno, diretto da Larry Charles, intervistata dal protagonista del film Sacha Baron Cohen. Ha diversi camei nella serie televisiva del 2009 Drop Dead Diva, che è andata in onda per sei stagioni fino al 2014, dove Paula Abdul interpreta se stessa nei panni di un giudice che appare in sogno alla protagonista Jane, e la guida nelle scelte che riguardano la sua vita privata. Nel maggio 2019 annuncia il suo primo residency show al Flamingo Las Vegas dal titolo Paula Abdul: Forever Your Girl. Paula Abdul ha ricevuto una stella nella Hollywood Walk of Fame di Los Angeles.

## Discografia

### Album in studio
- 1988 - Forever Your Girl (Virgin)
- 1991 - Spellbound (Virgin/Captive)
- 1995 - Head Over Heels (Virgin/Captive)

### Album di remix
- 1990 - Shut Up And Dance (The Dance Mixes) (Virgin)
- 1991 - The Singles Virgin (Giappone) VJCP 14038

### Colonne sonore
- 1992 - Beverly Hills, 90210 - The Soundtrack (Giant)

### Compilation
- 2000 - Greatest Hits (Virgin)
- 2007 - Greatest Hits: Straight Up! (Virgin)

### Partecipazioni
- 2008 - Randy Jackson's Music Club, Vol. 1 (Concord Records/Dream Merchant 21)

### Singoli
- 1988 - Knocked Out
- 1988 - The Way That You Love Me
- 1989 - Straight Up
- 1989 - Forever Your Girl
- 1989 - Cold Hearted
- 1989 - Opposites Attract
- 1991 - Rush Rush
- 1991 - The Promise of a New Day
- 1991 - Blowing Kisses in the Wind
- 1992 - Vibeology
- 1992 - Will You Marry Me
- 1995 - My Love Is For Real
- 1995 - Crazy Cool
- 1996 - Ain't Never Gonna Give You Up
- 1996 - If I Were Your Girl
- 2008 - Dance Like There's No Tomorrow (Paula Abdul e Randy Jackson)
- 2009 - I'm Just Here For The Music

## Filmografia

### Attrice

#### Cinema
- Playboy in prova (Can't Buy Me Love), regia di Steve Rash (1987)
- Brüno, regia di Larry Charles (2009)
- Cip & Ciop agenti speciali (Chip 'n Dale: Rescue Rangers), regia di Akiva Schaffer (2022)

#### Televisione
- Muppets Tonight – programma televisivo, episodio 2x06 (1997)
- The Wayans Bros. – serie TV, episodio 5x20 (1999)
- Mister Rock 'n' Roll (Mr. Rock 'n' Roll: The Alan Freed Story), regia di Andy Wolk – film TV (1999)
- Sabrina, vita da strega (Sabrina, the Teenage Witch) – serie TV, episodio 4x08 (1999)
- American Idol – programma televisivo, 316 episodi (2002-2016)
- Raven (That's So Raven) – serie TV, episodio 2x18 (2004)
- Romy & Michelle - Quasi ricche e famose (Romy and Michelle: In the Beginning), regia di Robin Schiff – film TV (2005)
- Perfetti... ma non troppo (Less Than Perfect) – serie TV, episodio 3x16 (2005)
- The X Factor UK – programma televisivo, episodi 3x01, 3x04, 15x12 (2006-2018)
- Drop Dead Diva – serie TV, episodi 1x09, 1x13, 2x01, 3x01 (2009-2011)
- Neighbours – serial TV, puntata 6.910 (2014)
- Lip Sync Battle – programma televisivo, episodio 2x01 (2016)
- Come sopravvivere alla vita dopo la laurea (Cooper Barrett's Guide to Surviving Life) – serie TV, episodio 1x02 (2016)
- Fresh Off the Boat – serie TV, episodio 4x10 (2017)
- Made for Love – serie TV, 5 episodi (2022)
- Janet Jackson – docuserie (2022)
- The Muppets Mayhem Band (The Muppets Mayhem) – serie TV, episodio 1x07 (2023)

### Doppiatrice
- Robots, regia di Chris Wedge (2005)
- I Griffin (Family Guy) – serie animata, episodi 4x18, 6x04, 6x05 (2005-2007)

### Coreografa

#### Cinema
- American School, regia di Noel Black (1983)
- La retata (Dragnet), regia di Tom Mankiewicz (1987)
- Playboy in prova (Can't Buy Me Love), regia di Steve Rash (1987)
- L'implacabile (The Running Man), regia di Paul Michael Glaser (1987)
- Action Jackson, regia di Craig R. Baxley (1988)
- Il principe cerca moglie (Coming to America), regia di John Landis (1988)
- Big, regia di Penny Marshall (1988)
- Bull Durham - Un gioco a tre mani (Bull Durham), regia di Ron Shelton (1988)
- Giù le mani da mia figlia! (She's Out of Control), regia di Stan Dragoti (1989)
- Karate Kid III - La sfida finale (The Karate Kid Part III), regia di John G. Avildsen (1989)
- The Doors, regia di Oliver Stone (1991)
- Jerry Maguire, regia di Cameron Crowe (1996)
- American Beauty, regia di Sam Mendes (1999)
- Black Knight, regia di Gil Junger (2001)

#### Video musicali
- Torture dei The Jacksons
- Nasty di Janet Jackson
- When I Think of You di Janet Jackson
- Control di Janet Jackson
- Velcro Fly di ZZ Top
- Notorious dei Duran Duran
- Goldmine delle The Pointer Sisters
- Shake Your Love di Debbie Gibson
- Roll with It di Steve Winwood
- Devil Inside degli INXS
- Prove Your Love di Taylor Dayne
- Monkey di George Michael
- Liberian Girl di Michael Jackson

## Tour

### Solista
- Under My Spell Tour (1991/92)
- Straight Up Paula! (2018)

### Tour congiunti
- Club MTV Live (con Was (Not Was), Information Society, Milli Vanilli, Tone Loc e Cathy Dennis) (1989)
- Total Package Tour (con New Kids on the Block e Boyz II Men) (2017)

### Residency show
- Paula Abdul: Forever Your Girl a Las Vegas (2019/2020)

## Doppiatrici italiane
Nelle versioni in italiano delle opere in cui ha recitato, Paula Abdul è stata doppiata da:
- Alessandra Cassioli in Drop Dead Diva
- Chiara Francese in Made for Love